# Diocesi di Walla Walla

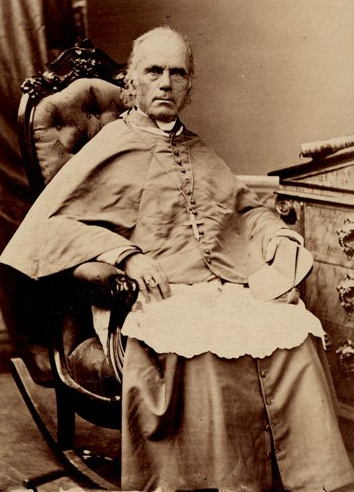
Augustin Magloire Alexandre Blanchet, unico vescovo della diocesi di Walla Walla.

La diocesi di Walla Walla (in latino: Dioecesis Valle-Valliensis) è una sede soppressa e sede titolare della Chiesa cattolica.

## Storia
La diocesi di Walla Walla fu eretta da papa Pio IX il 24 luglio 1846 con il breve In Apostolicae Sedis, ricavandone il territorio dal vicariato apostolico del Territorio dell'Oregon, contestualmente elevato al rango di arcidiocesi metropolitana con il nome di "arcidiocesi di Oregon City" (oggi arcidiocesi di Portland), di cui la nuova diocesi divenne suffraganea.
Il primo e unico vescovo di questa diocesi fu Augustin-Magloire Blanchet, fratello di François-Norbert Blanchet metropolita di Oregon City; Augustin-Magloire ricevette la consacrazione episcopale nella cattedrale di Montréal il 27 settembre 1846. Il 4 marzo 1847 partì per il territorio dell'Oregon assieme ad alcuni missionari tra cui 4 oblati di Maria Immacolata, ed arrivò a destinazione il 5 settembre. Su richiesta dei nativi americani, Blanchet e il suo vicario generale Jean-Baptiste-Abraham Brouillet decisero di stabilirsi presso la tribù dei Cayuse, a circa 25 miglia da Walla Walla.
Gli avvenimenti di novembre e dicembre 1847 misero in serio pericolo i missionari. Una epidemia di morbillo fece molti morti, soprattutto bambini, tra i nativi Cayuse, che accusarono i bianchi di esserne la causa. Il 29 novembre attaccarono la missione protestante di Waiilatpu, uccidendo 13 coloni americani e facendone prigionieri altri 53: il massacro passò alla storia come massacro Whitman, dal nome del fondatore della missione Marcus Whitman. Il vescovo Blanchet intervenne di persona per ottenere la liberazione dei prigionieri, che furono rilasciati dopo l'intervento del vicario Brouillet. I coloni americani accusarono i cattolici di aver fomentato la rivolta dei Cayuse e di essere indirettamente la causa del massacro. La situazione divenne insostenibile e il vescovo preferì ritirarsi presso il fratello a St. Paul lasciando Brouillet a dirigere la missione fino all'arrivo dell'esercito americano nel febbraio del 1848, che dette avvio alla Guerra cayuse.
Il 31 maggio 1850 Augustin-Magloire fu trasferito alla sede di Nesqually e il fratello François-Norbert Blanchet fu nominato amministratore apostolico della diocesi di Walla Walla.
La diocesi fu soppressa il 29 luglio 1853 con il breve Per similes dello stesso papa Pio IX, il suo territorio suddiviso fra le sedi di Nesqually e di Oregon City.
Dal 1974 Walla Walla è annoverata tra le sedi vescovili titolari della Chiesa cattolica; dal 19 maggio 2015 il vescovo titolare è Witold Mroziewski, vescovo ausiliare di Brooklyn.

## Cronotassi

### Vescovi residenti
- Augustin Magloire Alexandre Blanchet † (28 luglio 1846 - 31 maggio 1850 nominato vescovo di Nesqually)
  - François-Norbert Blanchet † (31 maggio 1850 - 29 luglio 1853 dimesso) (amministratore apostolico)

### Vescovi titolari
- Eugene Antonio Marino, S.S.J. † (12 luglio 1974 - 14 marzo 1988 nominato arcivescovo di Atlanta)
- Bernard William Schmitt † (27 maggio 1988 - 29 marzo 1989 nominato vescovo di Wheeling-Charleston)
- Paul Albert Zipfel † (16 maggio 1989 - 31 dicembre 1996 nominato vescovo di Bismarck)
- James Edward Fitzgerald † (11 gennaio 2002 - 11 settembre 2003 deceduto)
- Mitchell Thomas Rozanski (3 luglio 2004 - 19 giugno 2014 nominato vescovo di Springfield)
- Witold Mroziewski, dal 19 maggio 2015